# Andreas Sargent Larsen
Andreas Sargent Larsen (Copenaghen, 20 aprile 1999) è un tuffatore danese naturalizzato italiano.

## Biografia
Nato da madre kenyota con cittadinanza italiana e padre danese, ha iniziato la sua carriera in Danimarca, divenendo campione nazionale. È cresciuto nel Copenhagen Diving e allenato da Klaus Friislund. Nel 2016, dopo aver brevemente smesso l'attività sportiva, si trasferisce in Italia, convinto dall'allenatrice Benedetta Molaioli, venendo tesserato per l'Aniene e le Fiamme Oro.
Ha rappresentato la nazionale italiana ai Campionati europei di tuffi di Kiev 2019, dove si è classificato sesto nel concorso a squadre miste con i connazionali Maia Biginelli, Riccardo Giovannini e Sarah Jodoin Di Maria. Nella piattaforma 10 metri è stato eliminato nel turno di qualificazione con il tredicesimo posto, primo degli esclusi. E' allenato da Benedetta Molaioli.
Agli europei di nuoto di Budapest 2020 ha vinto la medaglia d'argento nel concorso della squadra mista, gareggiando con Chiara Pellacani, Riccardo Giovannini e Sarah Jodoin Di Maria, terminando alle spalle della Russia (Kristina Ilinykh, Evgenij Kuznecov, Ekaterina Beliaeva, Viktor Minibaev) di 3,80 punti.
Nel 2023 l'Organizzazione Nazionale Antidoping gli commina una squalifica di tre mesi per positività al Carboxy-THC. Rientrato dalla squalifica, partecipa ai Campionati Mondiali di Fukuoka, dove si classifica al trentaquattresimo posto nel concorso della piattaforma.
Nel 2024 ai Campionati Mondiali di Doha si classifica al quindicesimo posto nel concorso della piattaforma, ottenendo una carta olimpica per l'Italia ai Giochi Olimpici di Parigi; nella stessa edizione partecipa anche al concorso della piattaforma sincronizzata, in coppia con Riccardo Giovannini, classificandosi al decimo posto.
Selezionato per far parte della squadra olimpica, partecipa ai Giochi nel concorso della piattaforma, classificandosi nuovamente al quindicesimo posto e fermandosi in semifinale.
A gennaio 2025 viene sospeso per un anno dalla Federazione Italiana Nuoto per violenza di genere, violazione della disciplina sportiva, del codice di comportamento sportivo, dei principi di lealtà, di non violenza e del divieto di dichiarazioni lesive dell’altrui reputazione.

## Palmarès
| Anno                              | Manifestazione  | Sede     | Evento          | Risultato | Prestazione | Note |
| --------------------------------- | --------------- | -------- | --------------- | --------- | ----------- | ---- |
| In rappresentanza della Danimarca |                 |          |                 |           |             |      |
| 2015                              | Giochi europei  | Baku     | Trampolino 1m   | 5º        | 468,45 p.   |      |
| 2015                              | Giochi europei  | Baku     | Trampolino 3m   | 7º        | 477,85 p.   |      |
| 2015                              | Giochi europei  | Baku     | Sincro 3m       | 9º        | 245,10 p.   |      |
| 2016                              | Europei         | Londra   | Sincro 10m      | 7º        | 361,20 p.   |      |
| In rappresentanza dell' Italia    |                 |          |                 |           |             |      |
| 2019                              | Europei         | Kiev     | Piattaforma 10m | 13º P     | 336,15 p.   |      |
| 2019                              | Europei         | Kiev     | Squadra mista   | 7º        | 292,10 p.   |      |
| 2021                              | Coppa del mondo | Tokyo    | Piattaforma 10m | 22º P     | 378,95 p.   |      |
| 2021                              | Coppa del mondo | Tokyo    | Sincro 10m      | 12º       | 344,91 p.   |      |
| 2021                              | Europei         | Budapest | Piattaforma 10m | 13º P     | 363,30 p.   |      |
| 2021                              | Europei         | Budapest | Sincro 10m      | 6º        | 366,60 p.   |      |
| 2021                              | Europei         | Budapest | Squadra mista   | Argento   | 428,00 p.   |      |
| 2022                              | Europei         | Roma     | Squadra mista   | Oro       | 402,55 p.   |      |